# 카를로 펠리체
카를로 펠리체 디 사보이아(이탈리아어: Carlo Felice di Savoia, 1765년 4월 6일~1831년 4월 27일)는 사르데냐의 국왕이다. 1821년 3월 12일 형이었던 비토리오 에마누엘레 1세가 민주 헌법을 원했던 국민들의 요구를 수용하지 않고 퇴위하며 즉위하였다. 이후 10년간 재위 후 1831년 4월 27일 사망하였으며, 왕위는 동생인 카를로 알베르토에게 계승되었다.